# Twilight (コミック)
『Twilight』は、アメリカ合衆国で発売されたコミック。テレビドラマ『バフィー 〜恋する十字架〜』のコミック版で4部作。
第1章は2010年2月3日にダークホースコミックスから発売され、内容は第8シーズンの敵役であるトワイライトが初めて素顔を見せるエピソードである。

## 作者
- 原案：ブラッド・メルツァー
- カバー画：ジョー・チェン[1]とジョルジュ・ジーンティ

## あらすじ
Part1
『Retreat』のラストで新しい能力を身に付けたバフィーは、ザンダーのもとでトレーニングに励む。一方、ウィローはアメリカ国内で大量のスレイヤーの遺体を発見する。
Part2
トワイライトに捕えられたルパート・ジャイルズはトワイライトに対し、声に聞き覚えがあることを指摘する。
Part3
ジャイルズたちを救出したウィローは、トワイライトの正体がエンジェルであることを知る。
Part4
トワイライト・グループとウォッチャー・カウンシルは休戦、突如現れた怪物たちと死闘を繰り広げる。

## 登場人物
バフィー・アン・サマーズ
バンパイア・スレイヤー
トワイライト
謎の男
エンジェル　
バフィーの恋人だった男。
ウィロー・ローゼンバーグ
バフィーの親友。魔女。
ザンダー・ハリス
バフィーの親友。ドーンの恋人。
ドーン・サマーズ
バフィーの妹。
フェイス・レーヘン
バンパイア・スレイヤー
ウォーレン・ミアーズ
皮膚のない男。
エイミー・マディソン
魔女。
ルパート・ジャイルズ
ウォッチャー。
アンドリュー・ウェルズ
ウォッチャー
サツ
バンパイア・スレイヤー
スパイク
バフィーの恋人だった男。